# Epp Mäe
Epp Mäe (Rakvere, 2 aprile 1992) è una lottatrice estone di lotta libera, attiva anche nel judo e nel sumo.

## Palmarès
| Anno | Manifestazione    | Sede       | Evento     | Risultato | Note |
| ---- | ----------------- | ---------- | ---------- | --------- | ---- |
| 2007 | Europei juniores  | Varsavia   | 70 kg      | Bronzo    |      |
| 2008 | Europei juniores  | Daugavpils | 70 kg      | 5ª        |      |
| 2009 | Giochi mondiali   | Kaohsiung  | Sumo 80 kg | Oro       |      |
| 2009 | Mondiali juniores | Ankara     | 72 kg      | Bronzo    |      |
| 2009 | Europei juniores  | Tbilisi    | 72 kg      | Bronzo    |      |
| 2009 | Europei allievi   | Zrenjanin  | 70 kg      | Argento   |      |
| 2010 | Europei juniores  | Samokov    | 72 kg      | Bronzo    |      |
| 2011 | Europei juniores  | Zrenjanin  | 72 kg      | Bronzo    |      |
| 2011 | Mondiali          | Istanbul   | 72 kg      | 8ª        |      |
| 2011 | Europei           | Dortmund   | 72 kg      | 15ª       |      |
| 2012 | Europei juniores  | Zagabria   | 72 kg      | Oro       |      |
| 2012 | Mondiali juniores | Pattaya    | 72 kg      | 7ª        |      |
| 2012 | Mondiali          | Vancouver  | 72 kg      | 13ª       |      |
| 2012 | Europei           | Belgrado   | 72 kg      | 16ª       |      |
| 2013 | Mondiali          | Budapest   | 72 kg      | 10ª       |      |
| 2013 | Europei           | Tbilisi    | 72 kg      | 5ª        |      |
| 2014 | Mondiali          | Tashkent   | 72 kg      | 10ª       |      |
| 2014 | Europei           | Vantaa     | 72 kg      | 8ª        |      |
| 2015 | Mondiali          | Las Vegas  | 75 kg      | Bronzo    |      |
| 2015 | Europei           | Baku       | 75 kg      | 9ª        |      |
| 2017 | Europei           | Novi Sad   | 75 kg      | Bronzo    |      |
| 2019 | Giochi europei    | Minsk      | 76 kg      | Bronzo    |      |
| 2019 | Mondiali          | Nur-Sultan | 76 kg      | Bronzo    |      |
| 2022 | Europei           | Budapest   | 76 kg      | Argento   |      |